# Pápulas peroladas
Pápulas peroladas ou  Genital Papillaris Hirsuties são pequenas saliências em volta da coroa da glande do pénis que se manifestam em 42% dos homens.

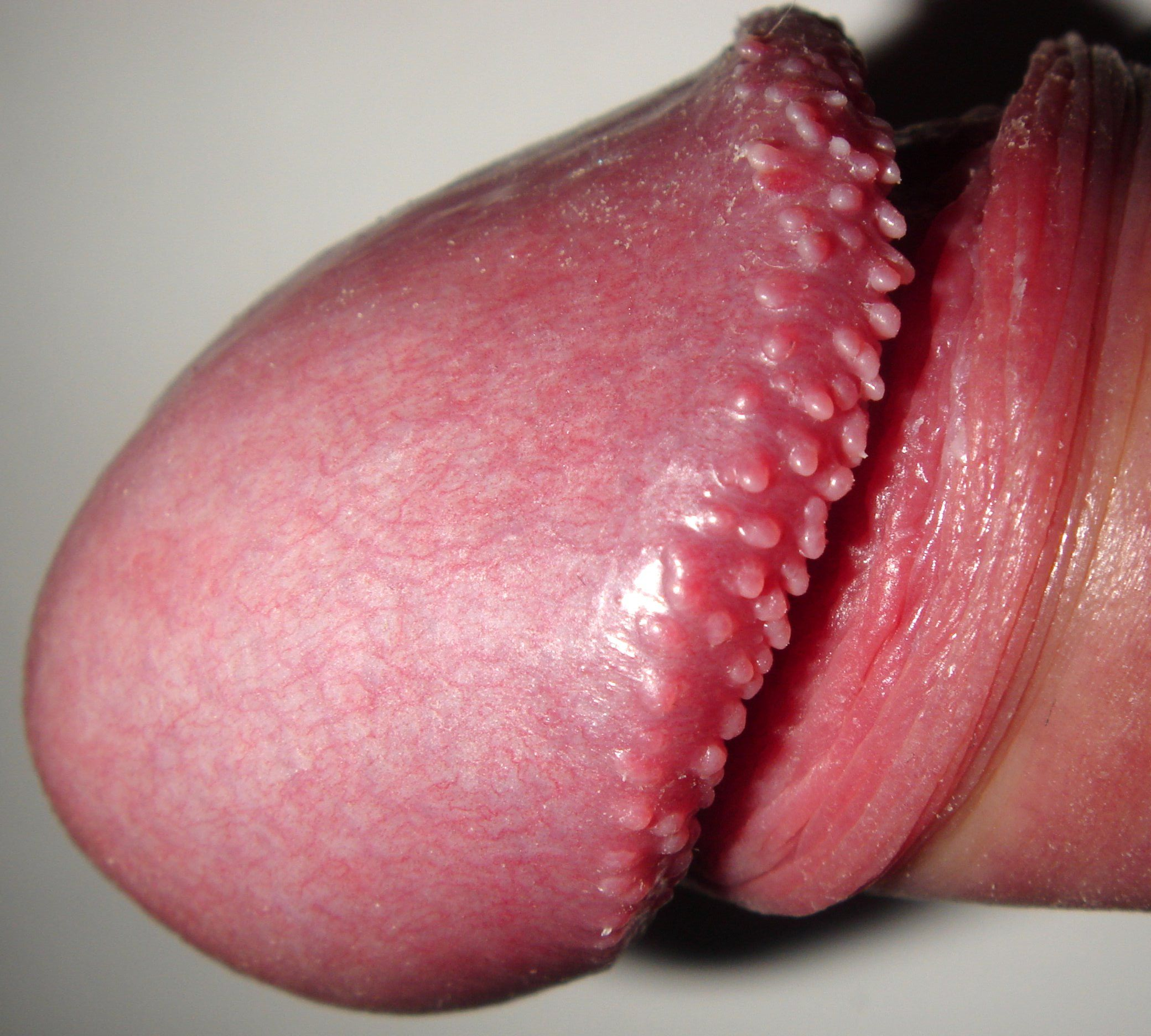

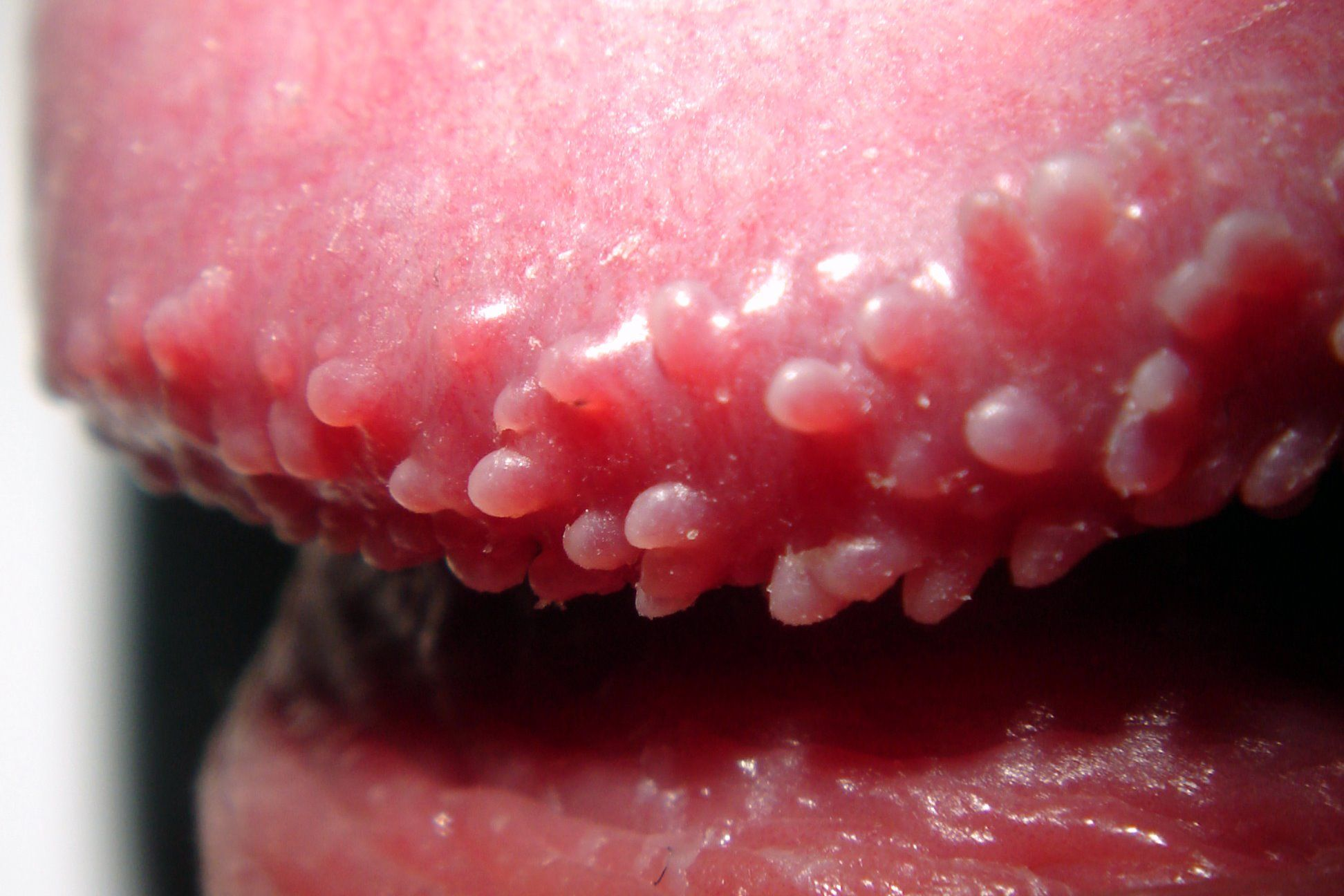

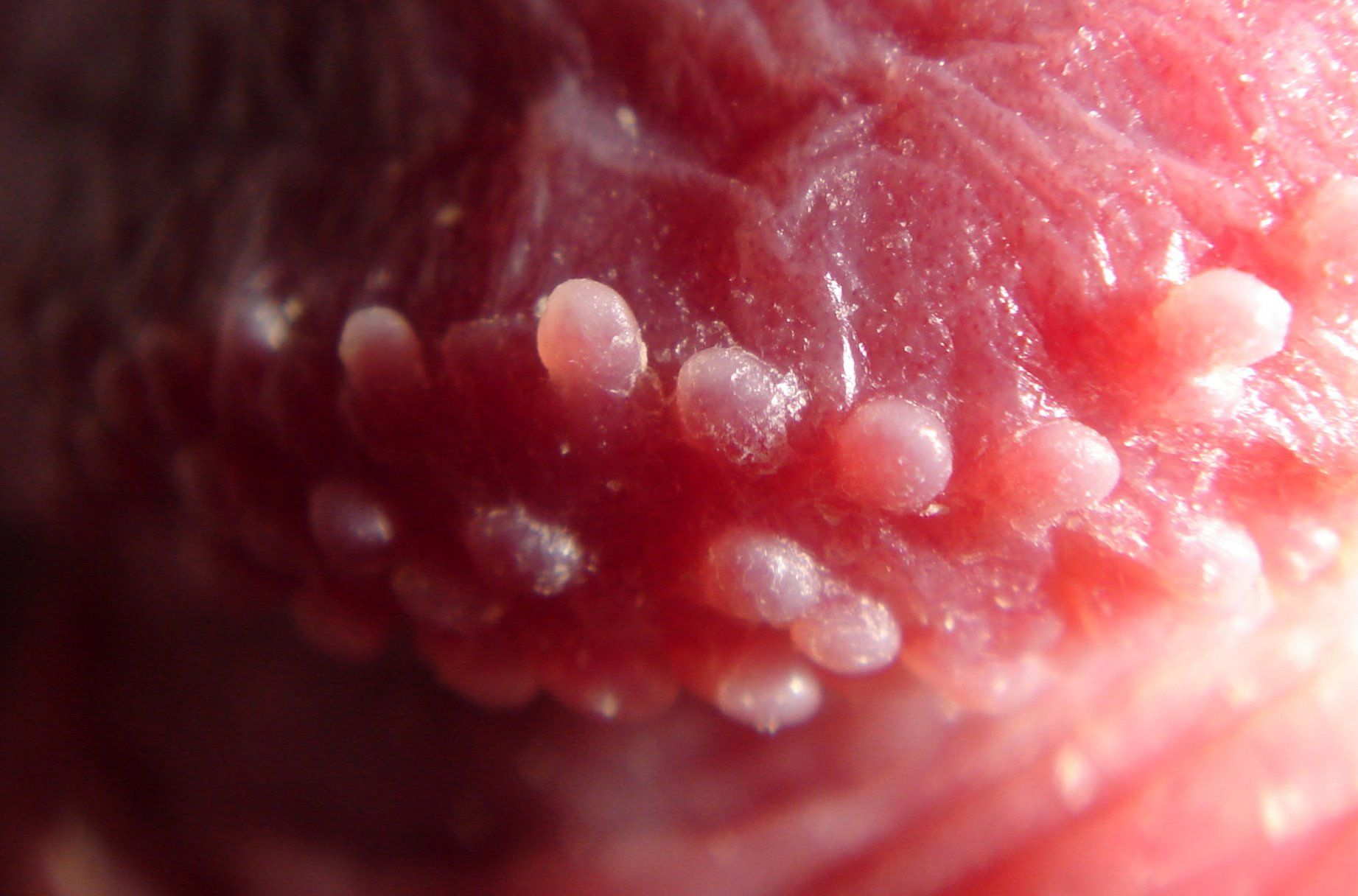

É um fenômeno fisiológico sem potencial maligno. Aparecem em linhas de pequenas pápulas de cor de carne na coroa do pênis (na base da glande). É raro ser expressa em torno da glande. Não é uma doença e sua aparência não está relacionada à atividade sexual ou de higiene pessoal. Uma pesquisa recente mostrou que é hereditário[carece de fontes?].
Em um estudo de 1999, médicos descobriram que 48% dos 200 homens tratados no departamento de urologia demonstravam esse fenômeno. Outros estudos indicam uma incidência de entre 8% e 48%. Como é uma característica de nascença, não tem nenhuma ligação com o fato do indivíduo ter sido circuncidado ou não. As pápulas persistem ao longo da vida, por vezes ficando menos perceptíveis com o avanço da idade.

## Tratamento
Para a eliminação, com fins puramente estéticos, deve ser queimado, existindo para isso diferentes métodos, como a crioterapia (uso de nitrogênio líquido) ou criocirurgia e eletrofulguração. Sempre procure por orientação médica, a automedicação é um risco à saúde.

## Fonte de referência
- Sonnex C & Dockerty W.G (1999). "Pearly papules penile: uma causa comum de preocupação". International Journal of STD & AIDS, vol.10, no.11, 01 de novembro de 1999, pag. 726-727.